# Fontioso
Fontioso és un municipi de la província de Burgos, que limita amb Lerma, Pineda-Trasmonte, Bahabón de Esgueva i Cilleruelo de Abajo. El poble de Fontioso és entre les capçaleres del riu Franco i d'un afluent del riu Esgueva. Prop hi ha l'autovia A-1 i la carretera N-I.
| 1991 |  | 1996 |  | 2001 |  | 2004 |
| ---- |  | ---- |  | ---- |  | ---- |
| 105  |  | 103  |  | 77   |  | 67   |